# Ли Сјенлунг
Ли Сјенлунг (кин: 李显龙/李顯龍, енгл. Lee Hsien Loong, pinyin:Lǐ Xiǎnlóng; 10. фебруар 1952) је трећи премијер Сингапура. Он је такође и министар финансија Сингапура. Најстарији је син првог премијера Сингапура Ли Гуангјаоа.